# Schlotheimia boiviniana
Schlotheimia boiviniana är en bladmossart som beskrevs av Bescherelle 1880. Schlotheimia boiviniana ingår i släktet Schlotheimia och familjen Orthotrichaceae. Inga underarter finns listade i Catalogue of Life.